# Adon, Loiret

Adon este o comună în departamentul Loiret din centrul Franței. În 1 ianuarie 2022 avea o populație de 192 de locuitori.